# Nanni Loy
Nanni Loy (nascut Giovanni Loi; 23 d'octubre de 1925 - 21 d'agost de 1995) va ser un director de cinema, teatre i televisió italià. Concretament, Nanni Loy era sard, i un dels diversos cineastes sards notables, inclòs Franco Solinas.

## Biografia
Loy va néixer a Càller, Sardenya: el seu pare era Guglielmo Loy-Donà, advocat d'una distingida família sardo-veneciana, i la seva mare era la noble Donna Anna Sanjust dels marquesos de Neoneli. És cunyat de la novel·lista italiana Rosetta Loy.
Es va fer famós per introduir a Itàlia la càmera sincera amb el seu espectacle Specchio segreto (Mirall secret) el 1965.
La seva pel·lícula de 1962 Le quattro giornate di Napoli va ser nominada a dos Premis Oscar. Tembé va guanya el Premi FIPRESCI al 3r Festival Internacional de Cinema de Moscou el 1963.
La seva pel·lícula de 1971 Detenuto in attesa di giudizio va ser presentada al 22è Festival Internacional de Cinema de Berlín. L'estrella, Alberto Sordi, va guanyar el premi Os de Plata al millor actor.
Es va especialitzar en pel·lícules comèdies com Padre di famiglia, però també va rodar pel·lícules que tractaven temes socials (Detenuto in attesa di giudizio i Sistemo l'America e torno).
Loy va morir a Fregenae, vora Roma, el 1995.

## Filmografia parcial
- Parola di ladro (1956) (amb Gianni Puccini)
- Il marito (1958) (amb Gianni Puccini)
- Audace colpo dei soliti ignoti (1959)
- Missió dramàtica (1961)
- Le quattro giornate di Napoli (1962)
- Beautiful Families (1964)
- Made in Italy (1965)
- Il padre di famiglia (1967)
- Rosolino Paternò soldato (1970)
- Detenuto in attesa di giudizio (1971)
- Sistemo l'America e torno (1973)
- Signore e signori, buonanotte (1976)
- Quelle strane occasioni (1976), fragment "Italian Superman",
- Basta che non-si sappia in giro (1976)
- Café Express (1980)
- Testa o croce (1982)
- Mi manda Picone (1983)
- Amici miei atto III (1985)
- Scugnizzi (1989)
- Pacco, doppio pacco e contropaccotto (1993)

## Premis i nominacions
Premis Oscar
| Any  | Categoria                             | Pel·lícula                    | Resultat |
| ---- | ------------------------------------- | ----------------------------- | -------- |
| 1963 | Millor pel·lícula de parla no anglesa | Le quattro giornate di Napoli | Nominat  |
| 1964 | Millor argument i guió original       | Le quattro giornate di Napoli | Nominat  |

Festival Internacional de Cinema de Venècia
| Any  | Categoria                                   | Pel·lícula          | Resultat  |
| ---- | ------------------------------------------- | ------------------- | --------- |
| 1967 | Timó daurat                                 | l padre di famiglia | Guanyador |
| 1989 | Medalla d'or del President del Senat italià | Scugnizzi           | Guanyador |
| 1989 | Petit Lleó d'Or                             | Scugnizzi           | Guanyador |